# عمارت حناسایی بردسیر
عمارت حناسایی بردسیر مربوط به دوره صفوی است و در شهرستان بردسیر، روستای حنیفه واقع شده و این اثر در تاریخ ۱۰ دی ۱۳۸۱ با شمارهٔ ثبت ۶۷۵۸ به‌عنوان یکی از آثار ملی ایران به ثبت رسیده است.